# Kathy Reichs
Kathy Reichs, född 7 juli 1948 i Chicago i Illinois, är en amerikansk författare. Hon är rättsantropolog med doktorsgrad vid Northwestern University. Hennes kriminalromaner om rättsmedicinaren Temperance Brennan har inspirerat TV-serien Bones.